# GRW +70 8247
GRW +70 8247 är en ensam stjärna i den mellersta delen av stjärnbilden Draken. Den har en skenbar magnitud av ca 13,19 och kräver ett stort teleskop för att kunna observeras. Baserat på parallaxenligt Gaia Data Release 2 på ca 77,7 mas, beräknas den befinna sig på ett avstånd på ca 42 ljusår (ca 12,9 parsek) från solen.

## Egenskaper
GRW +70 8247 är en vit dvärg av spektralklass DAP4.5 Även om stjärnan fotograferades på 1800-talet som en del av Cartes du Ciel-projektet, var den inte fastställd att vara en vit dvärg förrän Gerard Kuiper observerade den 1934. Detta gör den till den femte eller sjätte vita dvärgen som upptäckts (stjärnan EGGR 37 misstänktes vara en vit dvärg i april 1934, men detta bekräftades inte förrän 1938). Först trodde man att dess spektrum var nästan funktionslöst, men senare observationer visade sig att den hade ovanliga breda, grunda absorptionsband. År 1970, när ljus som den avgav observerades vara cirkulärt polariserat, blev det den första vita dvärgen som var känd för att ha ett magnetfält. På 1980-talet insåg man att de ovanliga absorptionsbanden kunde förklaras som väteabsorptionslinjer förskjutna av Zeemaneffekten.